# بوغوتشاني
بوغوتشاني (بالروسية: Богучаны) هي مدينة في مقاطعة كراسنويارسك كراي في روسيا.

## المناخ
يظهر الجدول التالي التغييرات المناخية على مدار السنة لبوغوتشاني:
| البيانات المناخية لـبوغوتشاني     | البيانات المناخية لـبوغوتشاني | البيانات المناخية لـبوغوتشاني | البيانات المناخية لـبوغوتشاني | البيانات المناخية لـبوغوتشاني | البيانات المناخية لـبوغوتشاني | البيانات المناخية لـبوغوتشاني | البيانات المناخية لـبوغوتشاني | البيانات المناخية لـبوغوتشاني | البيانات المناخية لـبوغوتشاني | البيانات المناخية لـبوغوتشاني | البيانات المناخية لـبوغوتشاني | البيانات المناخية لـبوغوتشاني | البيانات المناخية لـبوغوتشاني |
| الشهر                             | يناير                         | فبراير                        | مارس                          | أبريل                         | مايو                          | يونيو                         | يوليو                         | أغسطس                         | سبتمبر                        | أكتوبر                        | نوفمبر                        | ديسمبر                        | المعدل السنوي                 |
| --------------------------------- | ----------------------------- | ----------------------------- | ----------------------------- | ----------------------------- | ----------------------------- | ----------------------------- | ----------------------------- | ----------------------------- | ----------------------------- | ----------------------------- | ----------------------------- | ----------------------------- | ----------------------------- |
| الدرجة القصوى °م (°ف)             | 4.3 (39.7)                    | 7.6 (45.7)                    | 18.0 (64.4)                   | 25.1 (77.2)                   | 34.6 (94.3)                   | 37.7 (99.9)                   | 37.1 (98.8)                   | 35.1 (95.2)                   | 30.6 (87.1)                   | 23.9 (75.0)                   | 12.8 (55.0)                   | 5.1 (41.2)                    | 37.7 (99.9)                   |
| متوسط درجة الحرارة الكبرى °م (°ف) | −18.5 (−1.3)                  | −13.3 (8.1)                   | −2.1 (28.2)                   | 6.3 (43.3)                    | 15.7 (60.3)                   | 22.8 (73.0)                   | 25.8 (78.4)                   | 22.2 (72.0)                   | 13.5 (56.3)                   | 3.8 (38.8)                    | −7.7 (18.1)                   | −16.3 (2.7)                   | 4.4 (39.9)                    |
| المتوسط اليومي °م (°ف)            | −23.3 (−9.9)                  | −19.6 (−3.3)                  | −9.6 (14.7)                   | 0.0 (32.0)                    | 8.4 (47.1)                    | 15.9 (60.6)                   | 19.1 (66.4)                   | 15.7 (60.3)                   | 8.1 (46.6)                    | −0.2 (31.6)                   | −11.5 (11.3)                  | −20.7 (−5.3)                  | −1.5 (29.3)                   |
| متوسط درجة الحرارة الصغرى °م (°ف) | −27.6 (−17.7)                 | −24.8 (−12.6)                 | −16.1 (3.0)                   | −5.5 (22.1)                   | 2.2 (36.0)                    | 9.7 (49.5)                    | 13.2 (55.8)                   | 10.3 (50.5)                   | 4.1 (39.4)                    | −3.3 (26.1)                   | −14.9 (5.2)                   | −24.8 (−12.6)                 | −6.5 (20.3)                   |
| أدنى درجة حرارة °م (°ف)           | −53.5 (−64.3)                 | −51.7 (−61.1)                 | −43.9 (−47.0)                 | −32.8 (−27.0)                 | −14.7 (5.5)                   | −5.3 (22.5)                   | 1.8 (35.2)                    | −1.9 (28.6)                   | −9.4 (15.1)                   | −28.3 (−18.9)                 | −48.7 (−55.7)                 | −51.4 (−60.5)                 | −53.5 (−64.3)                 |
| الهطول مم (إنش)                   | 16 (0.6)                      | 13 (0.5)                      | 12 (0.5)                      | 20 (0.8)                      | 29 (1.1)                      | 45 (1.8)                      | 52 (2.0)                      | 50 (2.0)                      | 45 (1.8)                      | 31 (1.2)                      | 27 (1.1)                      | 21 (0.8)                      | 361 (14.2)                    |
| متوسط الأيام الممطرة              | 0.3                           | 0.2                           | 2                             | 10                            | 17                            | 18                            | 15                            | 16                            | 18                            | 14                            | 3                             | 0.3                           | 114                           |
| متوسط الأيام المثلجة              | 24                            | 22                            | 18                            | 14                            | 5                             | 0.3                           | 0                             | 0.1                           | 3                             | 18                            | 25                            | 25                            | 154                           |
| متوسط الرطوبة النسبية (%)         | 79                            | 76                            | 70                            | 61                            | 58                            | 63                            | 67                            | 72                            | 74                            | 74                            | 78                            | 79                            | 71                            |
| ساعات سطوع الشمس الشهرية          | 30                            | 87                            | 164                           | 212                           | 243                           | 278                           | 292                           | 223                           | 142                           | 79                            | 43                            | 14                            | 1٬807                         |
| المصدر #1: Pogoda.ru.net          |                               |                               |                               |                               |                               |                               |                               |                               |                               |                               |                               |                               |                               |
| المصدر #2: NOAA (sun, 1961–1990)  |                               |                               |                               |                               |                               |                               |                               |                               |                               |                               |                               |                               |                               |